# Projet Vatican XVII
Projet Vatican XVII (titre original : Project Pope) est un roman de Clifford D. Simak publié en 1981.

## Résumé
Fuyant sa planète où il est menacé de mort, Jason Tennyson embarque sur le seul navire qui fait le voyage de Vatican, une planète où des robots, accompagnés d'humains, ont depuis des siècles entrepris de concevoir leur propre pape – un ordinateur omniscient et donc capable de définir la véritable religion. C'est une œuvre démesurée, les robots savent qu'elle prendra des millénaires sinon plus ; mais ils sont immortels et de plus, des humains, les Voyants, sillonnent le cosmos par l'esprit pour en ramener des observations.
Tout se détraque quand Mary, une Voyante, parvient à ce qu'elle croit être le Paradis. Si ce dernier existe, alors il ne sert à rien de poursuivre les efforts entrepris! Mais quand elle y retourne, un individu sinistre la bannit du Paradis. Cela ne suffit pas à démonter ceux (robots comme humains) qui, à Vatican, veulent faire d'elle une sainte et décréter que les recherches sont finies : quitte à déformer la vérité et à réduire le Pape à l'impuissance. Mary, âgée et rendue malade par son échec, serait bien incapable de les contredire.
Tennyson, ses amis Jill, Chuchoteur et Decker, et le cardinal-robot Theodosius cherchent des preuves contre ces zélotes. Ils ont l'idée d'aller explorer le Paradis, et pour cela de chercher un peuple étrange, les cubes-équations, qu'un Voyant a découvert jadis. Ces créatures faites de mathématiques se révèlent capables (entre autres) de transporter les humains jusqu'au dit Paradis. Là, ils apprennent que cet endroit est en réalité un autre centre de recherches galactique, plus ancien que Vatican, et que Mary en a été chassée à cause d'une forme de contre-espionnage. Une collaboration serait possible, si ce n'est que l'un de ses habitants, dit "l'Enfumé" à cause de son aspect vaporeux, a trouvé ce qu'il pense être un petit dieu et souhaite s'en servir pour asservir l'univers.
Tennyson et Jill s'échappent du Paradis, suivis de l'Enfumé qui veut tenter de soumettre Vatican. Mais le Pape a les moyens de contrer son vrai-faux dieu. Voyant la fausseté du Paradis, les habitants de Vatican reprennent leur long sacerdoce.

## Personnages

### Humains
- Jason Tennyson, médecin exilé de Gutshot, il devient celui de Vatican.
- Jill Roberts, écrivain, elle veut décrire Vatican mais décide d'à la place en devenir l'archiviste.
- Decker, ermite jadis naufragé, son vaisseau a côtoyé le Paradis et il en connaît donc l'aspect.
- Ecuyer, chef du service de recherches, et ses Voyants dont Mary.

### Robots
- Enoch Theodosius, cardinal-robot.
- John, robot-jardinier aux activités troubles.
- Le Pape, hyperordinateur conscient, puissant mais submergé de données difficiles à analyser.

### Non humains
- Chuchoteur, créature incorporelle qui a choisi Decker, puis Tennyson et enfin Jill pour amis.
- Les cubes-équations, capables de changer la définition et les coordonnées des êtres vivants.
- Les Anciens, habitants de Vatican puissants mais secrets.
- Au Paradis : l'Enfumé, Meule de Foin son allié réticent, Patafloup le petit poulpe-dieu, un clone de Decker.

## Éditions
- Projet Vatican XVII, J'ai Lu coll. Science-fiction n°1367, 1982.